# باب ليون
باب ليون (بالإنجليزية: Babe Lyon)‏ هو لاعب كرة قدم أمريكية أمريكي، ولد في 30 مارس 1907 في جيمستاون في الولايات المتحدة، وتوفي في 1 ديسمبر 1970 في مانهاتن في الولايات المتحدة.

## وصلات خارجية
- باب ليون على موقع مرجع كرة القدم المحترفة.كوم (الإنجليزية)